# Piet Cronjé
Pour les articles homonymes, voir Cronje.
Pieter Arnoldus Cronjé dit Piet Cronjé, né le 4 octobre 1836 et mort le 4 février 1911, est un général des forces armées de la République sud-africaine du Transvaal durant les deux guerres des Boers. Son nom de famille se prononce /krɔnˈjeə/ en afrikaans, c'est le nom français Cronier écrit à la hollandaise.
Lors de la seconde guerre des Boers, il est exilé par les Britanniques à Sainte-Hélène avec 6000 de ses hommes.

## Biographie
Pieter Arnoldus Cronjé naît le 4 octobre 1836 dans un village de la colonie du Cap nommé Colesberg. Il est issu d'une famille huguenote, deux frères Cronier (Pierre et Étienne) avaient immigré au Cap en 1698. Ses parents décident peu après de suivre le mouvement d'exode — le Grand Trek ou Groot Trek en afrikaans — d'une partie de la population afrikaner vers les territoires du Transvaal. 
Farouche nationaliste, il grandit dans la haine de l'Angleterre et est l'un des premiers à répondre à la révolte des Boers contre les Britanniques, déclenchée le 16 décembre 1880 à Potchefstroom.
Il entre ensuite au parlement — le volksraad, littéralement conseil du peuple en afrikaans — où il se montre un soutien fidèle du président Paul Kruger.
Le 2 janvier 1896 à Doornkop, son Kommando (unité militaire des forces armées sud-africaine durant le conflit) défait une colonne militaire dirigée par Leander Starr Jameson.
Officiellement chargée de venir en aide aux colons britanniques (appelés uitlanders par les Afrikaners, c'est-à-dire étrangers en afrikaans), cette action unilatérale dissimule une tentative de coup d'État de Jameson. L'échec de cette aventure, qui passera à la postérité sous le nom de Raid Jameson, vaudra à celui-ci d'être expulsé et condamné à 15 mois de prison par les autorités britanniques.
Tandis que la seconde guerre des Boers débute à la fin de l'année 1899, Cronjé est promu général. Chargé de la défense du front occidental, il conduit en premier lieu le siège de Kimberley, puis de Mafeking, où il se heurte à 1 200 combattants britanniques placés sous le commandement du colonel Robert Baden-Powell.
Il essuie un premier revers à la bataille de la rivière Modder, malgré une offensive ambitieuse menée conjointement avec le général Koos de la Rey.
Assiégé avec près de 5 000 hommes par les Britanniques à l'issue de la bataille de Paardeberg, il se rend le 27 février 1900 après avoir épuisé toutes ses ressources en armes et en nourriture.
Considéré par les Britanniques comme un ennemi « brave et dangereux », il est jugé comme prisonnier de guerre et exilé sur l'île Sainte-Hélène avec son épouse et 6 000 de ses hommes,.
Il est libéré en 1902, à la fin des hostilités.
Il se retire par la suite à Klerksdorp, avant de s'éteindre à Potchefstroom le 4 février 1911.